# Eleutherodactylus iberia
La ranita de Monte Iberia (Eleutherodactylus iberia) es un anfibio de la familia Eleutherodactylidae. Es el anfibio y el animal de cuatro patas más pequeño de Cuba y América del Norte, y tercero del mundo.

## Características

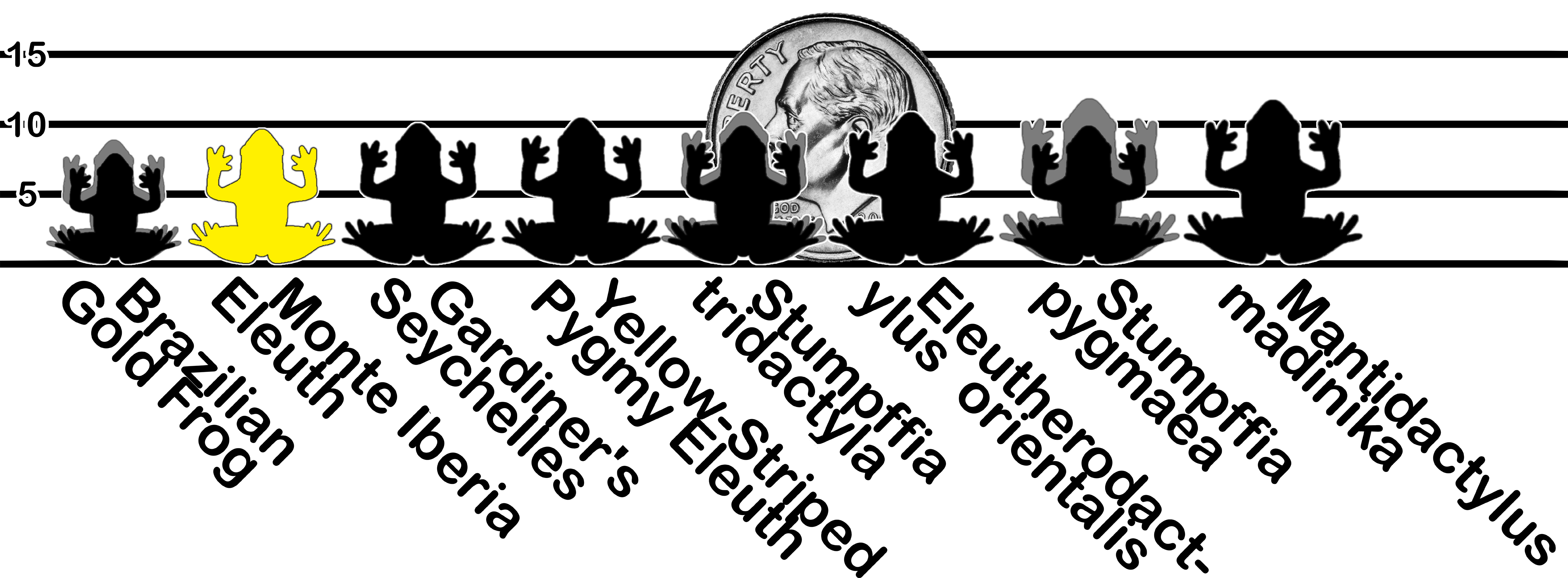
Una comparación gráfica de las ranas más pequeñas del mundo, destacando la brasileña Oro Frog.

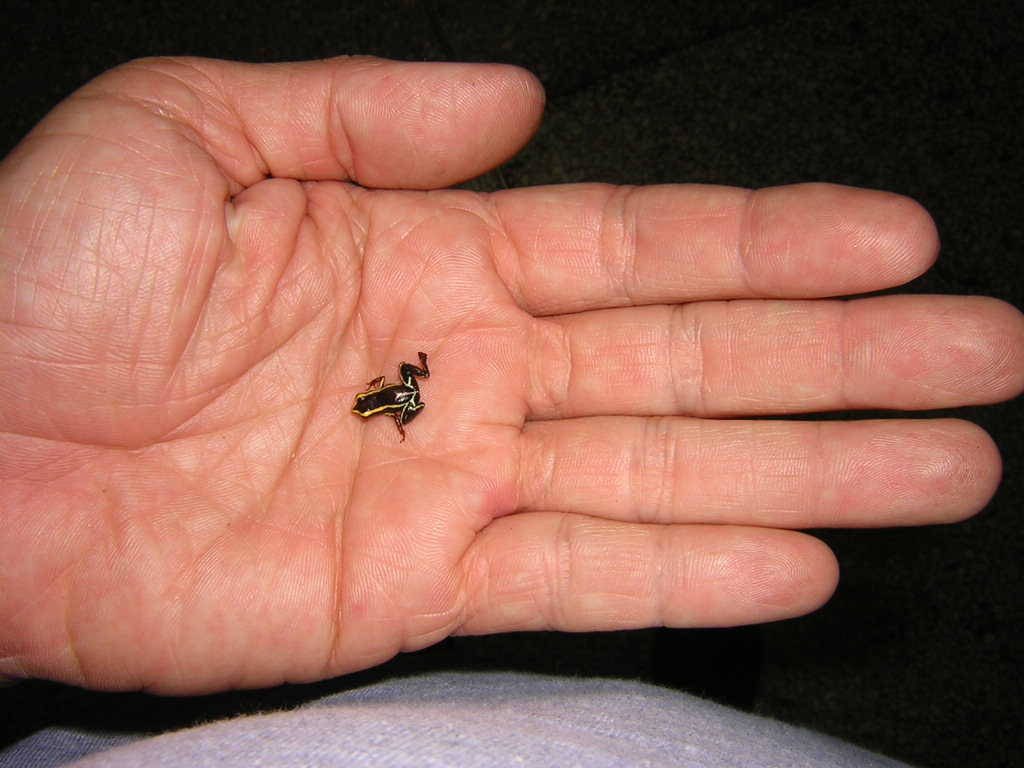
Eleutherodactylus iberia.

Mide solo 1 cm, aunque se han visto de hasta 10.5 mm, cabe perfectamente en la uña humana. Es diurna, su piel dorsal es débilmente rugosa sin pliegues dorsolaterales, tiene colores llamativos que advierten que es venenosa, ya que se alimenta de arácnidos y de ellos toma toxinas que secreta por la piel, emite un sonido de notas agudas como siseos y chirridos. Se piensa que es la rana más pequeña en el hemisferio norte (Gómez y Alonso, 2000). La miniaturización se ha producido a través de cinco familias de ranas (Brachycephalidae, Eleutherodactylidae, Leptodactylidae, Microhylidae y Sooglossidae).

## Amenazas
Está en peligro crítico de extinción, ya que solo habita en 100 km². Su población es decreciente, sus principales amenazas son la pérdida de su hábitat, la deforestación y la actividad agrícola. Afortunadamente el Parque nacional Alejandro de Humboldt desarrolla acciones de conservación; sin embargo, ahí también hay acciones de deforestación.

## Distribución geográfica y hábitat
Como su nombre indica, se encuentran de forma nativa en los bosques alrededor de Monte Iberia, Actualmente habita en la provincia de Holguín, Cuba, a 600 m s. n. m.